# Acmaeodera ornatoides
Acmaeodera ornatoides är en skalbaggsart som beskrevs av Barr 1972. Acmaeodera ornatoides ingår i släktet Acmaeodera och familjen praktbaggar. Inga underarter finns listade i Catalogue of Life.